# Troxochrus
Troxochrus is een geslacht van spinnen uit de familie hangmatspinnen (Linyphiidae).

## Soorten
De volgende soorten zijn bij het geslacht ingedeeld:
- Troxochrus apertus Tanasevitch, 2011
- Troxochrus cirrifrons (O. P.-Cambridge, 1871)
- Troxochrus laevithorax Miller, 1970
- Troxochrus rugulosus (Westring, 1851)
- Troxochrus scabriculus (Westring, 1851)